# Gabriel Moscardo
Gabriel Silva Moscardo de Salles, dit Gabriel Moscardo, né le 28 septembre 2005 à Taubaté (Brésil), est un footballeur brésilien qui évolue au poste de milieu défensif au SC Braga, en prêt du Paris Saint-Germain.

## Biographie

### En club

#### Débuts et passage chez les professionnels au SC Corinthians (2017-2024)
Né à Taubaté au Brésil, Gabriel Moscardo est formé par le SC Corinthians.
Gabriel Moscardo joue son premier match en professionnel le 29 juin 2023, lors d'une rencontre de Copa Libertadores face aux Uruguayens du Liverpool Fútbol Club. Il entre en jeu à la place de Giuliano et son équipe l'emporte par trois buts à zéro,. 
Le 2 juillet 2023, il joue son premier match de première division brésilienne contre le Red Bull Bragantino. Il est titularisé et son équipe s'incline par un but à zéro,.
Le 17 juillet 2023, Moscardo prolonge son contrat au SC Corinthians jusqu'en juillet 2026,.

#### Paris Saint-Germain (depuis 2024)
Le 24 janvier 2024, Moscardo signe un contrat au Paris Saint-Germain jusqu'en 2028. Blessé au pied gauche, il ne rejoindra son nouveau club qu'à la fin de la saison pour commencer celle de 2024-2025.

#### Stade de Reims (2024-2025 en prêt)
Le 21 août 2024, le joueur est prêté pour une saison au Stade de Reims en Ligue 1.
Luka Elsner le considère comme l'un des joueurs les plus prometteurs de sa génération. L'entraîneur de Reims dit de lui : "C'est un milieu défensif souvent bien positionné, qui aime défendre et possède un bagage technique assez complet, même s'il doit encore gagner en accélération."[réf. souhaitée]

### En sélection
Le 7 septembre 2023, Gabriel Moscardo joue son premier match avec l'équipe du Brésil des moins de 23 ans contre le Maroc. Il entre en jeu et son équipe s'incline par un but à zéro.

## Statistiques
| Saison                | Club                  | Championnat           | Championnat | Championnat | Championnat | Coupe(s) nationale(s) | Coupe(s) nationale(s) | Coupe(s) nationale(s) | Supercoupe | Supercoupe | Supercoupe | Compétition(s) continentale(s) | Compétition(s) continentale(s) | Compétition(s) continentale(s) | Compétition(s) continentale(s) | Championnat Paulista | Championnat Paulista | Championnat Paulista | Total | Total | Total |
| Saison                | Club                  | Division              | M.          | B.          | P.d.        | M.                    | B.                    | P.d.                  | M.         | B.         | P.d.       | Comp.                          | M.                             | B.                             | P.d.                           | M.                   | B.                   | P.d.                 | M.    | B.    | P.d.  |
| 2023                  | SC Corinthians        | Série A               | 18          | 1           | 1           | 2                     | 0                     | 0                     | -          | -          | -          | CL+CS                          | 1+4                            | 0+0                            | 0+0                            | -                    | -                    | -                    | 25    | 1     | 1     |
| 2024                  | SC Corinthians (prêt) | Série A               | 2           | 0           | 0           | -                     | -                     | -                     | -          | -          | -          | CS                             | -                              | -                              | -                              | -                    | -                    | -                    | 2     | 0     | 0     |
| Sous-total            | Sous-total            | Sous-total            | 20          | 1           | 1           | 2                     | 0                     | 0                     | -          | -          | -          | -                              | 5                              | 0                              | 0                              | -                    | -                    | -                    | 27    | 1     | 1     |
| 2024-2025             | Stade de Reims (prêt) | Ligue 1               | 6+1         | 0           | 0           | 3                     | 1                     | 0                     | -          | -          | -          | -                              | -                              | -                              | -                              | -                    | -                    | -                    | 10    | 1     | 0     |
| Total sur la carrière | Total sur la carrière | Total sur la carrière | 27          | 1           | 1           | 5                     | 1                     | 0                     | -          | -          | -          | -                              | 5                              | 0                              | 0                              | -                    | -                    | -                    | 37    | 2     | 1     |

## Palmarès
Lors de son prêt au Stade de Reims, il est finaliste de la Coupe de France en 2025 face au Paris Saint-Germain avec qui il est sous contrat. De retour de prêt, il est finaliste de la Coupe du monde des clubs.
| Stade de Reims                       | Paris Saint-Germain                              |
| ------------------------------------ | ------------------------------------------------ |
| - Coupe de France : - Finaliste 2025 | - Coupe du monde des clubs : - Finaliste en 2025 |